# 六堂真稀
六堂 真稀（りくどう まき）は、日本の女性漫画家。

## 来歴
コアマガジン『漫画ばんがいち』2004年10月号の「ラブアミュレット」でデビュー。主として少年少女、教師と教え子との純愛を描くが、時折シリーズ脇役の保健医のたまきさんが登場することもある。

## 作品リスト

### 単行本
- 『HAPPY MILK（ハッピーミルク）』 2008年6月10日発売[1]、コアマガジン〈ホットミルクコミックス〉、ISBN 978-4-86252-398-3
収録作品：「Heart Throb」・「コイノヤマイ」・「Love So Sweet」・「HONEY」・「キミのとなりで」・「キミと一緒に。」「かわいいひと」・「メリクリ」・「My Darling✩」・「My Darling✩2」・「Sweet」・「恋」 - Hシーンの加筆あり[2]

### 読み切り
- ラブアミュレット （漫画ばんがいち2004年10月号）
- 恋愛青少年 （漫画ばんがいち2005年1月号）
- 彼の体温 （漫画ばんがいち2005年3月号）
- HONEY （漫画ばんがいち2005年5月号） - 『漫画ばんがいち』以外の雑誌にも再録され、出世作になった[3]。
- 小さな悩み （漫画ばんがいち2005年6月号）
- ふたり （漫画ばんがいち2005年7月号）
- ひみつのさおりちゃん （漫画ばんがいち2005年8月号）
- My Darling☆ （漫画ばんがいち2005年10月号）
- Love Me （漫画ばんがいち2005年11月号）
- 少女の欠片 （漫画ばんがいち2005年12月号）
- メリクリ （漫画ばんがいち2006年2月号）
- ふたりの時間 （漫画ばんがいち2006年3月号）
- My Darling☆2 （漫画ばんがいち2006年4月号）
- 恋 （漫画ばんがいち2006年6月号）
- コイノヤマイ （漫画ばんがいち2006年7月号） - 安室奈美恵の『CAN'T SLEEP, CAN'T EAT, I'M SICK』をイメージして作られた作品だという[3]。
- Kiss the Bride （漫画ばんがいち2006年8月号）
- 気分上々。 （漫画ばんがいち2006年10月号）
- think of you （漫画ばんがいち2006年11月号）
- はじめのいっぽ （漫画ばんがいち2006年12月号）
- かわいいひと （漫画ばんがいち2007年2月号）
- ☆STEP☆ （漫画ばんがいち2007年3月号）
- Baby Don't Cry （漫画ばんがいち2007年4月号）
- Lovin'it （漫画ばんがいち2007年6月号）
- キミのとなりで （漫画ばんがいち2007年7月号）
- Four Seasons （漫画ばんがいち2007年8月号）
- キミと一緒に。 （漫画ばんがいち2007年10月号）
- Sweet （漫画ばんがいち2007年11月号）
- 私の彼は××マニア （漫画ばんがいち2007年12月号）
- 少年少女 （漫画ばんがいち2008年2月号）
- Heart Throb （漫画ばんがいち2008年4月号）
- Love So Sweet （漫画ばんがいち2008年5月号）
- Love So Sweet2 （漫画ばんがいち2008年7月号）
- イケナイコト、ひとつだけ （漫画ばんがいち2008年8月号）
- ♡Wanna be your girlfriend♡ （漫画ばんがいち2008年9月号）
- As your like （漫画ばんがいち2008年11月号）
- Days- （漫画ばんがいち2009年2月号）
- 上手に言えない （漫画ばんがいち2009年3月号）
- 私の王子様 （漫画ばんがいち2009年4月号）
- Sweet♥Macaron （漫画ばんがいち2009年6月号）
- Home, Sweet Home （漫画ばんがいち2009年7月号）
- 低体温 （漫画ばんがいち2009年8月号）
- Secret♡Secret （漫画ばんがいち2009年10月号）
- ねこみみごっこ （漫画ばんがいち2009年11月号）
- 泣きたくなるけど （漫画ばんがいち2010年1月号）
- お姉ちゃんのコンプレックス （漫画ばんがいち2010年2月号）
- 勝手に探しちゃいけません （漫画ばんがいち2010年4月号）
- ふたりの赤い糸 （漫画ばんがいち2010年5月号）
- ツンツン☆ハニー （漫画ばんがいち2010年7月号）
- わたしのメガネくん （漫画ばんがいち2010年8月号）
- Toy （漫画ばんがいち2010年10月号）
- マイガール （漫画ばんがいち2010年11月号）
- 気になるお年頃 （漫画ばんがいち2011年1月号）
- マイガール2 （漫画ばんがいち2011年2月号）
- 僕と先生 （漫画ばんがいち2011年3月号）
- プレゼント （漫画ばんがいち2011年4月号）
- サクライロ （漫画ばんがいち2011年5月号）
- 花嫁未満 （漫画ばんがいち2011年7月号）
- よくばりな女の子 （漫画ばんがいち2011年8月号）
- あこがれの関係 （漫画ばんがいち2011年10月号）
- 年上のオンナのコepsode1 - epsode4 （漫画ばんがいち2011年11、12月号、2002年2、3月号）
- 清く正しく （漫画ばんがいち2012年4月号）
- 先生fight! （漫画ばんがいち2012年5月号）
- ないしょのふたり （漫画ばんがいち2012年7月号）
- My treasure （漫画ばんがいち2012年8月号）
- いいんちょ。 （漫画ばんがいち2012年10月号）
- ナイショなの♡ （漫画ばんがいち2012年11月号）
- さわってみたい♥ （漫画ばんがいち2013年1月号）
- そんな君だから （漫画ばんがいち2013年2月号）
- プレゼントになりました （漫画ばんがいち2013年3月号）
- 僕の先生 （漫画ばんがいち2013年4月号）
- サクラ咲く。 （漫画ばんがいち2013年5月号）
- 欲求不満 （漫画ばんがいち2013年9月号）
- 太陽と向日葵 （漫画ばんがいち2013年11月号）
- 二年後のふたり （漫画ばんがいち2014年1月号）
- 初めてを経験中 （漫画ばんがいち2014年5月号）